# 統一ロケット・宇宙会社
統一ロケット・宇宙会社（ロシア語: Объединенная ракетно-космическая корпорация, ORKK）は、2014年にロシアの宇宙開発部門会社の再国有化によって作られたロシア連邦の公開株式会社。英称はUnited Rocket and Space Corporationで略称がURSCとなる。
2013年のプロトンの打ち上げの失敗などによって、宇宙開発部門の再編が考えられるようになり、政府はこの再編によって「ロシア連邦宇宙局の宇宙機関の維持・強化」意図していた。
ロシア貯蓄銀行の協力協定によって、2014年にも再編は続けられ、国内宇宙産業を再編する形で統一ロケット・宇宙会社が設立された。
2015年、ロシア大統領府は、ロシア連邦宇宙局と統合し国営のロスコスモス社を発足させると発表した。

## 歴史
この組織は2013年7月2日にプロトン-Mの打ち上げに失敗し、爆発炎上した3日後、ロシア政府が「非常に厳しい措置」がとり「我々が知る(ロシアの)宇宙産業の終わりを意味する」と発表した際に暫定的に浮かんだものであった。ロゴージンは宇宙産業は「年内に単一の国営企業の下に統合される」ことを示した。2013年8月に新会社が発表され、ロシアの副首相ドミトリー・ロゴージンは「障害を起こしやすい宇宙部門はとても問題で、問題の解決には国の監督が必要である」と発言した。
更なる詳細計画は2013年10月に発表され、この中で新しい「統一された指令構造と冗長的能力の削減、これによる1万人規模の一時的解雇」を含む抜本的な改革を伴った「問題のある宇宙産業」の再国有化が示された。  アメリカの宇宙関連部門が7万人を雇用しているのに対して、ロシアの宇宙関連部門は25万人程度を雇用している。「ロシアの宇宙開発の生産性はアメリカの8分の1であり、企業は互いの仕事が重複しており、40%ほどの効率で運営されている」とされる。
2013年12月、プーチン大統領は会社の設立のための大統領令を発効した。この大統領令はこの法人がロシア連邦宇宙局から製造設備を引き継ぐことを規定した。
エネルギアの社長であるヴィタリー・ロポタは2014年8月1日に役職を解かれた。ロゴージンはこれは「待ちかねていた(ロシアの)宇宙産業の人事改革」始まりで、「厳しい時代には厳しい選択が必要である」と示した。
2014年11月、URSC憲章の一部として業界の問題となってきた低生産性と頭脳流出に対抗するためにロシアの宇宙部門で働く人々の相対賃金の増加が発表された平均的な宇宙産業での雇用者の給与は現在月44500ルーブルである。URSC計画は2016年で宇宙部門で19万6千人雇用し、2025年までに実質賃金を2倍にしながら生産性を三倍に高める長期的な目標を持っている。
ロシアの再編への努力にもかかわらず、2014年と2015年にそれぞれ一度ずつプロトンの打ち上げ失敗が発生している。

## 組織と団体
USRCはいくつかの防衛企業を除いた多くの企業や設計局を含んでいる。
宇宙関連の9社の連邦国営単一企業は国有の公開合資会社に変換され、その後、それら各社は新会社の授権資本に1株以外の全株式を寄付する。また、URSCの授権資本には13の他企業の株式も含まれる。なお、新会社は100%国有である。
ロシア政府はロケットエンジン製造者エネルギアの支配的利権の取得を計画しており、2013年8月の時点ですでに38%の株式を所有している。
この統合では16の企業を含む33の宇宙組織を吸収する。主な焦点は下請け企業や部品製造業者である。
2014年10月時点では関連機関48機関、関連企業14社、合資会社8社、連邦国営単一企業6社からなるとされ、以下の企業や団体を含んでいる。
- レシェトニェフ
- マキーエフ
- エネルギア
- エネゴマシュ

- プログレス国家研究生産ロケット宇宙センター
- クルニチェフ国家研究生産宇宙センター
- ラヴォーチキン
- ファケル機器製造設計局（英語版）

## 重量級ロケット
2013年10月10日にロシア連邦宇宙局長官となったオレグ・オスタペンコは、同年11月に新たなHLVをロシアの宇宙計画のために構築することを提案した。このロケットは基底線となる低軌道に100tのペイロードを輸送することを目論み、アンガラロケットの技術を基礎にすることが計画されている。

## 影響
ロシアの主要新聞も重要なロシアの産業の抜本的な再編を求めており、例としてはRIAノーボスチが宇宙産業の抜本的集中化を求めている。
2014年2月、バイコヌール宇宙基地で30年勤め、2010年から基地司令となっていたエフゲニー・アニシモフは基地司令を解任されている。

## 註
1. 1 2  Messier, Doug (2013年8月30日). “Rogozin: Russia to Consolidate Space Sector into Open Joint Stock Company”. Parabolic Arc 2013年8月31日閲覧。
2. ↑  “Sberbank of Russia and United Rocket and Space Corporation sign cooperation agreement” (Press release).   Sberbannk (2014年10月1日). 2014年11月14日閲覧。
3. 1 2  “About us”.   統一ロケット・宇宙会社. 2015年6月27日閲覧。
4. ↑  “Russia Merges United Rocket and Space Corporation with Roscosmos”.   Via Satellite (2015年1月23日). 2015年2月10日閲覧。
5. ↑  Nilolaev, Ivan (2013年7月3日). “Rocket failure to lead to space industry reform”. Russia Behind The Headlines 2013年9月1日閲覧。
6. ↑  “Russian Space Industry to Be Consolidated Within Year – Rogozin”. Sputnik International. (2013年9月4日) 2015年5月17日閲覧。
7. 1 2  Messier, Doug (2013年10月9日). “Rogozin Outlines Plans for Consolidating Russia’s Space Industry”. Parabolic Arc 2013年10月11日閲覧。
8. 1 2  Messier, Doug (2014年1月5日). “Big Changes Ahead for the Russia Space Program in 2014”. Parabolic Arc 2014年1月7日閲覧。
9. 1 2  “Putin Signs Decree to Establish New Space Corporation”. RIA Novosti (2013年12月2日). 2013年12月2日閲覧。
10. ↑  “Chief of RSC Energia removed from his post”. Space Digest. (2014年8月2日) 2014年8月3日閲覧。
11. ↑  Bodner, Matthew (2014年11月28日). “Russia Plans Massive Productivity and Wage Hike for Space Industry Workforce”. Moscow Time 2014年11月29日閲覧。
12. ↑  
Zak, Anatoly (2014年5月16日). “Another Disaster for Russia's Space Workhorse A fiery rocket crash couldn't happen at a worse time for Russia's commercial space program”. Popular Mechanics 2015年5月17日閲覧。
13. ↑  
de Selding, Peter B. (2015年5月16日). “ILS Proton Failure Destroys Centenario Satellite, Leaves Inmarsat in Lurch”. Space News 2015年5月17日閲覧。
14. ↑  “United Rocket and Space Corporation to be created by Feb 2, 2014”. ITAR TASS (2013年12月20日). 2013年12月20日閲覧。
15. ↑  “Overhaul pending in Russian space sector”. ITAR TASS (2013年12月3日). 2013年12月2日閲覧。
16. ↑  “ОРКК объявила первые 11 компаний, вошедшие в ее состав”.   РИА Новости (2014年10月10日). 2014年10月25日閲覧。
17. ↑  “Russia starts ambitious super-heavy space rocket project”. Space Daily. (2013年12月12日) 2013年11月19日閲覧。
18. ↑  “Russia's Baikonur Space Center Head Quits”. RIA Novosti. (2014年2月18日) 2014年2月18日閲覧。
19. ↑  Head of Baikonur Resigns